# Terbiu
Terbiu (simbol Tb) este elementul chimic cu numărul atomic 65. A fost descoperit de Carl Gustaf Mosander în 1843. 

## Caracteristici
- Masa atomică: 158,92534 g/mol
- Densitatea la 20 °C: 8,25 g/cm³
- Punctul de topire: 1360 °C
- Punctul de fierbere: 3041 °C